# Myllaena haleakalae
Myllaena haleakalae är en skalbaggsart som beskrevs av Sharp 1908. Myllaena haleakalae ingår i släktet Myllaena och familjen kortvingar. Inga underarter finns listade i Catalogue of Life.